# Affaire Pétrole contre nourriture (volet français)
Dans le volet français de l'affaire Pétrole contre nourriture, une instruction pour « corruption active d'agent public étranger » et « trafic d'influence » est initiée par Philippe Courroye en 2002 et confié à la Brigade de répression de la délinquance économique. Le juge est chargé d'enquêter sur un éventuel contournement par Total ou d'autres entreprises du programme « Pétrole contre nourriture », qui avait desserré l'embargo de l'ONU sur l'Irak, entre 1996 et 2003. Il est également chargé d'enquêter sur les éventuels bénéficiaires d'allocations sous forme de bons d'achat de barils de pétrole attribués par le régime de Saddam Hussein. Ces deux contournements du programme auraient rapporté environ un milliard de dollars américains au régime irakien. En 2013, l'ensemble des prévenus, y compris Charles Pasqua et le groupe Total, seront relaxés par le tribunal correctionnel de Paris. Néanmoins, en 2018, la Cour de cassation condamne définitivement les entreprises Total et Vitol pour corruption d'argent public étranger.

## Personnalités et entreprises impliquées
Au moins onze personnalités françaises sont soupçonnées d'avoir bénéficié des largesses du régime de Saddam Hussein : Patrick Maugein, président de Soco International et proche de Jacques Chirac ; l'avocat libanais Elias Firzli, intermédiaire, considéré comme l'élément-clé ; Serge Boidevaix, ancien secrétaire général du quai d'Orsay ; Jean-Bernard Mérimée, ancien ambassadeur de France à l'ONU ; Charles Pasqua, ancien ministre de l'intérieur ; Bernard Guillet, ancien conseiller diplomatique de Charles Pasqua ; Gilles Munier, secrétaire général de l'association Amitiés franco-irakiennes (AFI) ; l'homme d'affaires Claude Kaspereit, président de la société EOTC ; l'homme politique Michel Grimard ; la journaliste palestinienne Hamida Na'na ; ou encore Ruy di Souza, associé de Patrick Maugein, qui aurait également touché des commissions. Le régime irakien est suspecté d'avoir ainsi détourné le programme onusien Pétrole contre nourriture grâce à ce premier mécanisme : allouer des barils de pétrole sous forme de bons d’achat, permettant l'éventuel enrichissement de ces diplomates, journalistes ou encore d'hommes d’affaires.
Parallèlement, des sociétés françaises de courtage pétrolier auraient dépassé les quotas autorisés d'exportation de pétrole irakien par la technique de surlifting, méthode de surcharge occulte des navires pétroliers. Car le deuxième mécanisme que Saddam Hussein aurait utilisé pour contourner le programme est le fait d'imposer des surcharges de 10 % par rapport aux tarifs déclarés à l’ONU sur chacun des contrats d’achat aux entreprises souhaitant bénéficier du programme. Cette surfacturation aurait ensuite été reversée au régime irakien via des sociétés écran ou intermédiaires, dont les sociétés françaises faisaient partie.

### Volet bancaire
BNP Paribas, la seule banque manipulant des transferts de fonds pour le programme pétrole contre nourriture, était la branche de New York de la Banque nationale de Paris, ou BNP Paribas. Cette banque française était l'unique banque administrant le programme de 64 milliards de dollars de l'ONU. Une recherche par le US House Committee on International Relations constate que BNP Paribas a effectué des paiements sans preuve que des marchandises ont été livrées et a effectué des paiements à des tiers non identifiés, en tant que destinataires autorisés. Les enquêteurs estiment que la banque a reçu plus de 700 millions de dollars d'honoraires dans le cadre du programme de l'ONU qui a commencé en 1996 et a fini après l'éviction de Saddam en mars 2003.

## Chronologie du volet français

### 2002
L'instruction de cette affaire est ouverte à Paris en 2002 sur des faits d'« abus de biens sociaux » au préjudice de Total. C'est la découverte de la liste d'Al Mada après la prise de Bagdad qui met en évidence l'implication de français dans le contournement du programme onusien Pétrole contre nourriture dans l'Irak de Saddam Hussein. Le juge français Philippe Courroye est chargé de l'affaire.

### 2004
En septembre, trois cadres de Total, Pierre Barbé, Patrick Rambaud et Jean-Michel Tournier, sont mis en examen et placés sous contrôle judiciaire pour « complicité d'abus de biens sociaux ».
L'ancien responsable Moyen-Orient du groupe Total, Alain Le Chevalier, est mis en examen pour « complicité d'abus de biens sociaux », le 21 octobre, par le juge parisien Philippe Courroye.

### 2005
Lors d'un déplacement à New York, les policiers récupèrent des archives des Nations unies (ONU), ainsi que celles de la SOMO, société habilitée à écouler le brut irakien. Dans un procès-verbal de synthèse daté du 5 avril 2005, la brigade de répression de la délinquance économique (BRDE) affirme avoir relevé des « infractions de corruption active et de trafic d'influence » concernant les allocations pétrolières dispensées par Saddam Hussein à des personnalités. « L'attribution de ces allocations à ces personnes physiques permettait à celles-ci, dans le cadre de la revente des produits pétroliers, de percevoir des commissions, et de manière totalement opaque aux yeux des contrôleurs des Nations unies. » explique la BRDE. Pour les enquêteurs, la compagnie Total « a été particulièrement impliquée ».
Les policiers suspectent onze personnes dont un homme d'affaires proche de Jacques Chirac, Patrick Maugein, qui décèdera en décembre 2006. Ils suspectent également un intermédiaire, Elias Firzli, décédé en 2008, l'ancien secrétaire général du Quai d'Orsay, Serge Boidevaix, un ancien ambassadeur de France à l'ONU, Jean-Bernard Mérimée, un ancien ministre de l'intérieur, Charles Pasqua, et son conseiller diplomatique, Bernard Guillet, ou encore le responsable de l'association Amitiés franco-irakiennes (AFI), Gilles Munier. La journaliste palestinienne Hamida Na'ana est elle aussi suspectée d'avoir bénéficié d'allocations sous forme de bons d'achat de barils de pétrole en tant que personnalité amie du régime irakien.
« Concernant les allocations pétrolières, les infractions de corruption active et passive et trafic d'influence semblent avoir été relevées, et ce jusqu'en mai 2002. » ajoutent les enquêteurs.
Le juge d'instruction Philippe Courroye demande alors l'extension de saisine - ouverte pour « abus de biens sociaux, complicité et recel » - à ces incriminations.
Selon les policiers, « la plupart des personnes physiques qui ont perçu ces allocations ont eu à véhiculer une image positive du régime irakien avec prise de position pro-irakienne, en particulier Gilles Munier et Serge Boidevaix, en contrepartie d'allocations pétrolières accordées par les autorités gouvernementales irakiennes de l'époque. Ceci peut constituer des faits de trafic d'influence aggravé ». « De même, il convient de souligner l'influence de MM. Charles Pasqua et Bernard Guillet et leur prise de position pour le régime irakien à l'époque. » confirme la BRDE.
En avril 2005, Bernard Guillet, conseiller diplomatique de l'ancien ministre de l'Intérieur Charles Pasqua de 1993 à 2001, est mis en examen. Il lui est reproché d'avoir bénéficié entre 2001 et 2003 d'allocations pour 6 millions de barils.
En septembre 2005, Serge Boidevaix est mis en examen pour corruption dans le cadre de l'enquête sur les trafics de pétrole irakien en marge du programme pétrole contre nourriture des Nations unies. L'ancien secrétaire général du ministère des Affaires étrangères est accusé de « trafic d'influence et corruption active d'agent public étranger ». Le diplomate aurait notamment touché l'équivalent de 32,6 milliards de barils de pétrole entre 1998 et 2002. Ce pétrole, exporté d'Irak en dehors du programme pétrole contre nourriture, aurait servi à financer des commissions occultes pour le compte de Total en Irak.
Le 21 septembre Philippe Courroye met en examen l'homme d'affaires Claude Kaspereit, fils du député RPR Gabriel Kaspereit, pour « corruption active d'agent public étranger ». Il lui est reproché d'avoir bénéficié entre 2001 et 2003 d'allocations pour 9,5 millions de barils pour le compte de sa société EOTC.
Le 6 octobre 2005, Philippe Courroye met en examen, pour « trafic d'influence passif » et « corruption d'agents publics étrangers », le secrétaire général de l'association des Amitiés franco-irakiennes, Gilles Munier.
Le 12 octobre 2005, Jean-Bernard Mérimée, représentant permanent de la France au Conseil de sécurité de l'ONU de 1991 à 1995 puis conseiller spécial du Secrétaire général de l'ONU de 1998 à 2002, est mis en examen pour « trafic d'influence » et « corruption ». Il lui est reproché d'avoir bénéficié entre 2001 et 2003 d'allocations pour 6 millions de barils. Il est laissé en liberté moyennant le versement d'une caution de 150 000 euros.
Un ancien membre du conseil national du RPR, Michel Grimard, est mis en examen le 9 novembre pour « trafic d'influence » et « corruption active d'agent public étranger ». Il est placé sous contrôle judiciaire.

### 2006
Le 31 mars 2006, le parquet de Paris ouvre une information judiciaire ouverte contre X…, des chefs de « corruption active d'agents publics étrangers » et « abus de biens sociaux ». Des entreprises françaises (Peugeot, Renault V.I.…) auraient versé des dessous-de-table en Irak entre octobre 2000 et 2003.
Le 5 avril 2006, le juge d'instruction Philippe Courroye met en examen Charles Pasqua. Il est soupçonné de « trafic d'influence aggravé ». L'homme politique aurait bénéficié d'allocations sous forme de bons d'achat de barils de pétrole attribués par le régime de Saddam Hussein. Selon son ancien conseiller diplomatique, Charles Pasqua aurait touché l'équivalent de 2, 3 ou 4 millions de barils de pétrole, dans le cadre de contrats signés en 1999. Ce dernier annonce son intention de contester la régularité de ces poursuites.
Christophe de Margerie, alors numéro deux du groupe Total, est mis en examen le 19 octobre 2006 pour « complicité d’abus de biens sociaux » et « complicité de corruption d’agents étrangers » par le juge Philippe Courroye. Il est soupçonné d'être intervenu dans le versement de pots-de-vin par Total en Irak.
Suspecté d'avoir créé une société écran au service du groupe pétrolier Total, Jean Caillet est également mis en examen pour « complicité d’abus de biens sociaux ».

### 2007
Le juge Philippe Courroye met en examen le journaliste et homme d'affaires Marc Francelet dans le cadre de l'affaire Pétrole contre nourriture.

### 2008
Elias Firzli, un homme d'affaires libanais considéré comme l'élément-clé de l'affaire, décède. Ce donateur de l'association France-Afrique-Orient (FAO) était visé par un mandat d'arrêt de la justice française car soupçonné d'avoir servi d'intermédiaire à Total et à Charles Pasqua dont il était proche.

### 2010
En avril, le groupe Total, à qui il est reproché d'avoir versé des commissions occultes pour accéder au pétrole irakien, est mis en examen en tant que personne morale.

### 2013
Le 8 juillet 2013, l'ensemble des prévenus dans l'affaire, y compris Charles Pasqua et le groupe Total, sont relaxés par le Tribunal Correctionnel de Paris, car aucun des chefs d'accusation n'a alors été retenu.

### 2015
Parallèlement, un second jugement, « Pétrole contre nourriture II », est rendu le 18 juin 2015 par le Tribunal Correctionnel de Paris. Des entreprises françaises, dont Renault Trucks, Legrand et Schneider Electric, sont poursuivies pour avoir accepté, en échange de contrats, des surfacturations reversées au régime de Saddam Hussein. Les prévenus sont relaxés, tout comme en 2013. Néanmoins, le ministère public décide de faire appel.

### 2016
Le 26 février 2016, dans le cadre de la première affaire, le groupe Total est condamné en appel, à Paris, à 750 000 euros d'amende. Le groupe suisse Vitol est condamné de son côté à 300 000 euros d'amende.

### 2018
Le 14 mars 2018, la Cour de cassation condamne définitivement Total et Vitol pour corruption d'argent public étranger.

### 2019
À la suite du rejet du pourvoi de Total en mars 2018 par la Cour de cassation, les entreprises relaxées en 2015 dans le cadre de l'affaire « Pétrole contre nourriture II » sont condamnées le 15 février 2019 à des amendes avec sursis allant de 30 000 euros à 430 000 euros.   

### 2021
Le 10 mars 2021, la condamnation définitive de l'affaire « Pétrole contre nourriture II » est confirmée par la Cour de cassation.

## Sources
- Jean Montaldo, Chirac et les 40 menteurs..., Éditions Albin Michel, Paris, septembre 2006, pages 361 à 394.
- Onze Français sur la liste de la commission Volcker, Le Figaro, 2 juin 2005
- Pétrole contre nourriture : le parquet de Paris ouvre une information judiciaire, Le Monde, 4 avril 2006
- Pétrole contre nourriture: un haut diplomate français a été mis en examen pour corruption, AP, 11 juin 2005
- Le brut irakien, arme de corruption active - Libération - 08/10/2004
- Le rapport de l'ISG pointe le rôle de la France et de la Russie - Le Monde - 07/10/2004
- Pas d'armes de destruction massive mais des barils corrupteurs - Libération - 07/10/2004
- Pétrole contre nourriture : Charles Pasqua arrosé ? - nouvelobs.com - 07/10/2004
- Iraq Survey Group